# Dipseudopsis
Dipseudopsis är ett släkte av nattsländor. Dipseudopsis ingår i familjen Dipseudopsidae.

## Dottertaxa tillDipseudopsis, i alfabetisk ordning[1]
- Dipseudopsis adiaturix
- Dipseudopsis africana
- Dipseudopsis angusta
- Dipseudopsis angustipennis
- Dipseudopsis benardi
- Dipseudopsis bicolorata
- Dipseudopsis bidens
- Dipseudopsis burgeoni
- Dipseudopsis capensis
- Dipseudopsis colini
- Dipseudopsis collaris
- Dipseudopsis conformis
- Dipseudopsis contorta
- Dipseudopsis cubitalis
- Dipseudopsis curvata
- Dipseudopsis diehli
- Dipseudopsis digitata
- Dipseudopsis diodon
- Dipseudopsis discalis
- Dipseudopsis doehleri
- Dipseudopsis elongata
- Dipseudopsis flavisignata
- Dipseudopsis flinti
- Dipseudopsis furcata
- Dipseudopsis grammoptera
- Dipseudopsis hulstaerti
- Dipseudopsis immaculata
- Dipseudopsis indica
- Dipseudopsis infuscata
- Dipseudopsis itremensis
- Dipseudopsis knappi
- Dipseudopsis lamellata
- Dipseudopsis lata
- Dipseudopsis limbarenica
- Dipseudopsis longispina
- Dipseudopsis lucasi
- Dipseudopsis maculata
- Dipseudopsis malaisei
- Dipseudopsis marlieri
- Dipseudopsis martynovi
- Dipseudopsis mitrata
- Dipseudopsis modesta
- Dipseudopsis morafenobena
- Dipseudopsis morosa
- Dipseudopsis nebulosa
- Dipseudopsis nervosa
- Dipseudopsis nervosella
- Dipseudopsis nieuwenhuisi
- Dipseudopsis njalana
- Dipseudopsis noricis
- Dipseudopsis nossina
- Dipseudopsis notata
- Dipseudopsis olsoufieffi
- Dipseudopsis overlaeti
- Dipseudopsis pauliani
- Dipseudopsis recta
- Dipseudopsis robustior
- Dipseudopsis schmidi
- Dipseudopsis schoutedeni
- Dipseudopsis scissa
- Dipseudopsis serrata
- Dipseudopsis seyrigi
- Dipseudopsis sicumbana
- Dipseudopsis simplex
- Dipseudopsis spectabilis
- Dipseudopsis spinigera
- Dipseudopsis spinulosa
- Dipseudopsis stabatensis
- Dipseudopsis subfurcata
- Dipseudopsis tonkinensis
- Dipseudopsis triclavata
- Dipseudopsis unguicularis
- Dipseudopsis varians
- Dipseudopsis violacea
- Dipseudopsis wittei
- Dipseudopsis voluta